# Drake of the 99 Dragons
 (mai 2017).
Si vous disposez d'ouvrages ou d'articles de référence ou si vous connaissez des sites web de qualité traitant du thème abordé ici, merci de compléter l'article en donnant les références utiles à sa vérifiabilité et en les liant à la section « Notes et références ».
Drake of the 99 Dragons (ou Drake) est un jeu vidéo de tir à la troisième personne développé par Idol FX et édité par Majesco Entertainment, sur Windows et Xbox.

## Système de jeu
Drake of the 99 Dragons est un jeu de tir à la troisième personne en cel shading où le joueur contrôle Drake et peut ramasser des armes au fil des 25 niveaux du jeu. Drake peut faire des acrobaties, marcher sur les murs, ralentir ou arrêter le temps et avoir une arme différente dans chaque mains. Le jeu possède plusieurs types de niveaux : les niveaux classiques, les poursuites, l'infiltration, la récupération d'objets et les combats de boss. La version Xbox possède un système de visée automatique, contrairement a la version PC qui possède un viseur classique. Quand le joueur meurt, il réapparaît au Serene Garden avec les quatre dieux qui se moquent de lui pendant 10 secondes. Une fois les 10 secondes écoulées, Le joueur peut recommencer le niveau.

## Développement
Le développement du jeu commença dans les studios de Idol FX en Suède pour un lancement commercial le 3 novembre 2003 par Majesco Entertainment aux États-Unis. Cependant, à la suite d'un contrat avec l'éditeur, Le temps de développement imposé était de six mois.[réf. nécessaire] En plus du jeu, Idol FX travaille sur une série de comics et sur un dessin animé basés sur le jeu. Cependant, il n'y a presque pas de budget, l'équipe de développement était très réduite (Une dizaine de personnes) et le moteur de jeu était très instable, pour donner une idée, Idol FX devait envoyer plusieurs fois par semaine des versions du jeu, et au moins une fois par semaine, Majesco recevait une version du jeu totalement injouable.

## Marketing
Le jeu et le comics sont présentés au Comic-Con de San Diego en 2003. Il y avait également une démo jouable, des dédicaces des comics et des écrans qui diffusaient le trailer du jeu. La bas, le chef de projet, Stefan Ljungqvist a déclaré : « Si Bruce Timm et John Woo venaient à travailler ensemble sur un jeu vidéo, Drake en serait le résultat. »

## Accueil
Le jeu a été extrêmement mal reçu par la presse spécialisée et a été classé comme l'un des pires jeux vidéo de tous les temps :
- GameSpot : 1,6/10[1]
- IGN : 2,9/10[2]